# Bercaeopsis sutilis
Bercaeopsis sutilis är en tvåvingeart som först beskrevs av Henry J. Reinhard 1952.  Bercaeopsis sutilis ingår i släktet Bercaeopsis och familjen köttflugor. Inga underarter finns listade i Catalogue of Life.